# 1241 Dysona
1241 Dysona è un asteroide della fascia principale del diametro medio di circa 83,05 km. Scoperto nel 1932, presenta un'orbita caratterizzata da un semiasse maggiore pari a 3,1861916 UA e da un'eccentricità di 0,1059789, inclinata di 23,54504° rispetto all'eclittica.
Il suo nome è in onore dell'astronomo inglese Frank Watson Dyson.